# Jonathan Loáisiga
Jonathan Stanley Loáisiga Estrada (Managua, 2 de noviembre de 1994) es un lanzador de béisbol profesional nicaragüense de los Yankees de Nueva York de Major League Baseball (MLB). Hizo su debut en la MLB en el 2018.

## Carrera

### Gigantes de San Francisco
Loáisiga firmó con los San Francisco Giants como agente libre internacional en septiembre de 2012. Hizo su debut profesional en 2013 con los DSL Giants y pasó toda la temporada allí, registrando un récord de 8-1 en victorias y derrotas con un promedio de carreras limpias de 2.75 (ERA) y 1.11 WHIP en 13 juegos iniciados. No lanzó en 2014 y 2015 debido a lesiones, y los Gigantes lo cortaron en mayo de 2015.

### Yankees de Nueva York
Firmó con los Yankees de Nueva York en febrero de 2016. Comenzó la temporada con los Charleston RiverDogs y, después de lanzar un juego, sufrió una lesión que requirió una cirugía Tommy John. Los Yankees lo agregaron a su lista de 40 hombres después de la temporada. Regresó en 2017 y lanzó tanto para los GCL Yankees como para los Staten Island Yankees, con un récord combinado de 1-1 y efectividad de 1.38 en 11 aperturas.
Loáisiga comenzó la temporada 2018 con los Tampa Yankees de la Clase A-Advanced Florida State League y obtuvo un ascenso a Trenton Thunder de la Clase AA Eastern League después de comenzar la temporada con un récord de 3-0 con 1.35 de efectividad en cuatro aperturas. En Trenton, hizo seis aperturas, compilando una efectividad de 4.32, sin embargo, quedó impresionado al ponchar a 32 bateadores en 25 entradas de trabajo. Después de que el abridor de los Yankees, Masahiro Tanaka, se lesionara, Loáisiga fue llamado a las mayores, saltándose el nivel de Clase AAA. Hizo su debut en las Grandes Ligas el 15 de junio de 2018, durante el cual lanzó cinco entradas en blanco y obtuvo la victoria. También fue el primer nicaragüense en jugar para los Yankees.[8] Hizo cuatro aperturas para los Yankees, lanzando con una efectividad de 3.00, y fue enviado a Scranton/Wilkes-Barre RailRiders de la Liga Internacional Clase AAA el 2 de julio. Fue llamado a los Yankees el 2 de septiembre después de la expansión de la lista. En total, lanzó 24+2⁄3 entradas para los Yankees en 2018. Siguió en 2019 con 31+2⁄3 entradas en 15 apariciones para los Yankees.
En 2020, Loáisiga rompió el campamento con los Yankees, nuevamente sirviendo como swingman, comenzando ocasionalmente y también saliendo del bullpen.[12] El 24 de abril de 2021, Loáisiga registró el primer salvamento de su carrera contra los Indios de Cleveland. Dos meses después, el 25 de junio, Loáisiga se convirtió en el primer relevista en la historia de los Yankees en ponchar a cuatro bateadores en una entrada, ponchando a Michael Chavis, Alex Verdugo, J. D. Martinez y Xander Bogaerts de los Medias Rojas de Boston en la séptima entrada..
En julio de 2021, Loáisiga, junto con sus compañeros Néstor Cortés y Wandy Peralta dieron positivo por COVID-19, lo que provocó que los Yankees lo pusieran en la lista de lesionados por COVID-19 y que la MLB pospusiera para el inicio el partido contra los Medias Rojas de Boston. de la segunda mitad de la temporada. Loáisiga terminó la temporada 2021 con 18 retenciones, efectividad de 2.17 y 69 ponches en 70+2⁄3 entradas.